# Exèrcit romà d'Orient
L'exèrcit romà d'Orient (330-1453) trobà la seua base en l'exèrcit romà i va anar evolucionant amb el temps. La seua estratègia defensiva es fonamentava en la utilització de fortificacions com a suport per a vèncer a exèrcits més grans. A més a més, la marina romana d'Orient va destacar per ser l'hegemònica en la Mediterrània Oriental.
L'exèrcit romà d'Orient va ser durant segles el més poderós de tots. Hereu del victoriós exèrcit romà, durant els segles III i IV va ser substancialment reformat, desenvolupant sobretot la cavalleria pesant (catafracta), d'origen sàrmata.
En un primer moment existien dos tipus de tropes: els limitanei, les guarnicions de la frontera, i els comitatenses. A partir del segle vii l'Imperi va ser organitzat en temes, circumscripcions tant administratives com militars dirigides per un estrateg, amb el que es va millorar la capacitat defensiva de l'Imperi davant els seus nombrosos enemics exteriors.
En la defensa de l'Imperi Romà d'Orient va tenir un important paper l'hàbil diplomàcia dels seus emperadors. Els pagaments de tributs van mantenir molt de temps la pau amb alguns dels seus enemics, i el seu servei d'espionatge va ser una autèntica agència d'intel·ligència que recollia informació dels rivals de l'imperi amb diversos sistemes de recollida d'informació.
Una de les debilitats de l'exèrcit romà d'Orient, que va anar accentuant-se amb el temps, va ser la necessitat de fer servir tropes mercenàries, de fidelitat dubtosa. Entre els cossos mercenaris més coneguts hi havia la famosa guàrdia varega, provinents dels pobles nòrdics, i els almogàvers que generaren una crisi terrible dins l'imperi amb la seva revolta durant el segle xiv.
L'estratègia militar va tenir un auge en època romana d'Orient i diversos emperadors, com és el cas de Maurici, van escriure tractats sobre l'art de la guerra on, entre altres qüestions, es lloava el sigil, la sorpresa i el lideratge dels comandants.

## 330-1204

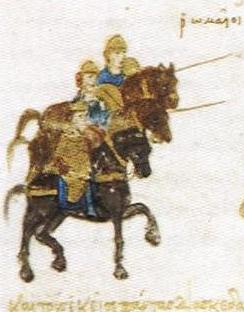
Cavalleria romana d'Orient

L'èxercit romà d'Orient, és a dir, l'exèrcit de l'Imperi Romà d'Orient, començà com una versió renovada de l'exèrcit romà, mantenint uns nivells similars de disciplina, valor i organització. Posteriorment evolucionà cap a un exèrcit de tipus medieval, fonamentant la seva potència en la cavalleria. Durant gran part de la seva història, l'exèrcit romà d'Orient fou la força militar més poderosa d'Europa.
L'exèrcit romà d'Orient d'arrel romana estava format per una trentena de legions aquarterades en les fronteres de l'imperi. Però durant el govern d'Heracli es varen desenvolupar diversos canvis i una profunda reestructuració de l'exèrcit romà d'Orient:
1. Desenvolupament de la cavalleria. Originàriament, el potencial de les legions romanes es fonamentava en la infanteria, mentre que amb prou feines es donava importància a la cavalleria. Aquesta formava un cos auxiliar, caracteritzada pels petits cavalls que aleshores hi havia a Europa (més propers a un poni que als cavalls actuals). A finals del segle iv apareix la figura dels catafractes, ja adoptats en època baix imperial, que eren tropes d'elit i són el predecessor directe de la cavalleria medieval.

En les guerres que l'Imperi lliura contra l'Imperi Sassànida ja s'evidencia la importància de la cavalleria, sent la Batalla d'Adrianòpolis la darrera en la qual intervenen les legions convencionals. Dos segles després, les tropes romanes d'Orient de l'emperador romà d'Orient Justinià I estan formades quasi exclusivament per cavalleria, sent la infanteria una simple unitat auxiliar.
La clau d'aquest canvi radical rau per una banda en el desenvolupament tecnològic: invenció i desenvolupament de la sella de muntar i de l'estrep, que suposaren un dramàtic canvi en el control del cavall i en l'estabilitat del cavaller a sobre del cavall. Tot i així, aquest canvi hauria estat insuficient per convertir els petits cavalls europeus en una força capaç de rivalitzar amb la infanteria; serà doncs la creació i desenvolupament a les planúries de l'Iran d'una nova raça de cavalls, pràcticament el doble de massa muscular respecte dels petits cavalls europeus, la que decantarà la balança en favor de la cavalleria, convertint aquesta en una unitat militar capaç de destruir una formació d'infanteria i de transportar un home amb armadura.
El 1204 però, Constantinoble caigué sota el setge dels croats de la Quarta Croada. Arran d'aquest fet l'Imperi Romà d'Orient es desintegrà i així mateix succeí amb l'exèrcit. Un dels estats que sorgiren de la fragmentació de l'Imperi Romà d'Orient fou l'Imperi de Nicea, regit per la Dinastia dels Paleòlegs, que el 1260 aconseguí reconquerir Constantinoble i proclamà la restauració de l'Imperi Romà d'Orient.

## 1261-1453
L'Exèrcit romà d'Orient sota la Dinastia dels Paleòlegs foren les forces militars de l'Imperi Romà d'Orient des del 1261 fins a la caiguda de Constantinoble (1453). Aquest exèrcit era la continuació directa de l'exèrcit de l'Imperi de Nicea, el qual al seu torn era un fragment del formidable exèrcit romà d'Orient sota la Dinastia Comnè.
Després de la Conquesta de Constantinoble a mans dels croats durant la Quarta Croada el 1204, l'Imperi de Nicea es marcà com a objectiu la reconquesta de Constantinoble. Finalment, el 1261, Miquel VIII Paleòleg aconseguí l'objectiu i proclamà la restauració de l'Imperi Romà d'Orient. Durant el seu regnat l'exèrcit havia passat a tenir un rol ofensiu, mentre les forces navals eren reforçades amb la incorporació de centenars de marines per dotar les tripulacions d'unes 80 naus de guerra.
Per contra, el regnat d'Andrònic II Paleòleg es caracteritzà per les derrotes i la decadència de l'exèrcit. Vers el 1350 la incompetència del govern central havia provocat la caiguda de la recaptació fiscal i per tant, la impossibilitat de continuar mantenint l'exèrcit. Les guerres civils dins de l'imperi agreujaren encara més la situació. Quan finalitzaren les guerres civils, els turcs ja havien capturat gran part dels territoris romans d'Orient, de manera que l'imperi ja tan sols es limitava als entorns mateixos de la ciutat de Constantinoble. La ciutat caigué finalment el 1453.

### Estructura

#### Exèrcit Regular
L'exèrcit romà d'Orient sota la dinastia dels Paleòlegs continuà emprant els mateixos paràmetres pel que fa a nombre de tropes i oficials respecte de l'exèrcit en temps de la dinastia dels Comnens.
A l'Anatòlia el poder dels turcs oghluz creixia dia rere dia, mentre que a Grècia, la devastació dels Estats Croats, Sèrbia i Bulgària deixava arruïnat el país, privant a l'Imperi Romà d'Orient d'una de les fonts de recursos i homes més importants de què disposava. Després del 1261, l'exèrcit central romà d'Orient estava format per uns 6.000 homes, arribant a uns màxims que mai no va excedir els 10.000 homes. La totalitat de tropes sota Miquel VIII Paleòleg era aproximadament d'uns 20.000 homes, dels quals uns 5.000 estaven destinats a dotar les guarnicions les fortaleses mentre que els 15.000 restants representaven la força ofensiva romana d'Orient.
Però el regnat d'Andrònic II Paleòleg suposà un punt d'inflexió pel que fa al reclutament, de manera que l'exèrcit regular romà d'Orient tenia ja tan sols uns 9.600 homes per tema i uns 2.400 per turma. Vers l'any 1321, les tropes alçades per l'Imperi s'havien reduït a 3.000 homes. Malgrat que durant el regnat d'Andrònic II Paleòleg i Andrònic III Paleòleg l'exèrcit s'havia reduït considerablement, aquest darrer encara aconseguí reunir una força ofensiva de 4.000 homes per la seva campanya contra els turcs otomans. I ja el 1453, l'exèrcit romà d'Orient s'havia convertit tan sols en una força regular de guarnició de la ciutat, formada per aproximadament un 1.500 homes. Davant la caiguda imminent de la ciutat, el darrer emperador Constantí XI Paleòleg aconseguí reunir una guarnició de 7.000 homes (incloent-hi uns 2.000 mercenaris estrangers) per defensar la ciutat davant l'ofensiva dels turcs otomans.
Pel que fa a la cavalleria, l'exèrcit romà d'Orient presentà unes xifres encara més reduïdes, abocant-se finalment a emprar els mercenaris alans, cumans i ensems turcs, per dotar-se d'aquesta arma.

#### Aliança amb els mongols

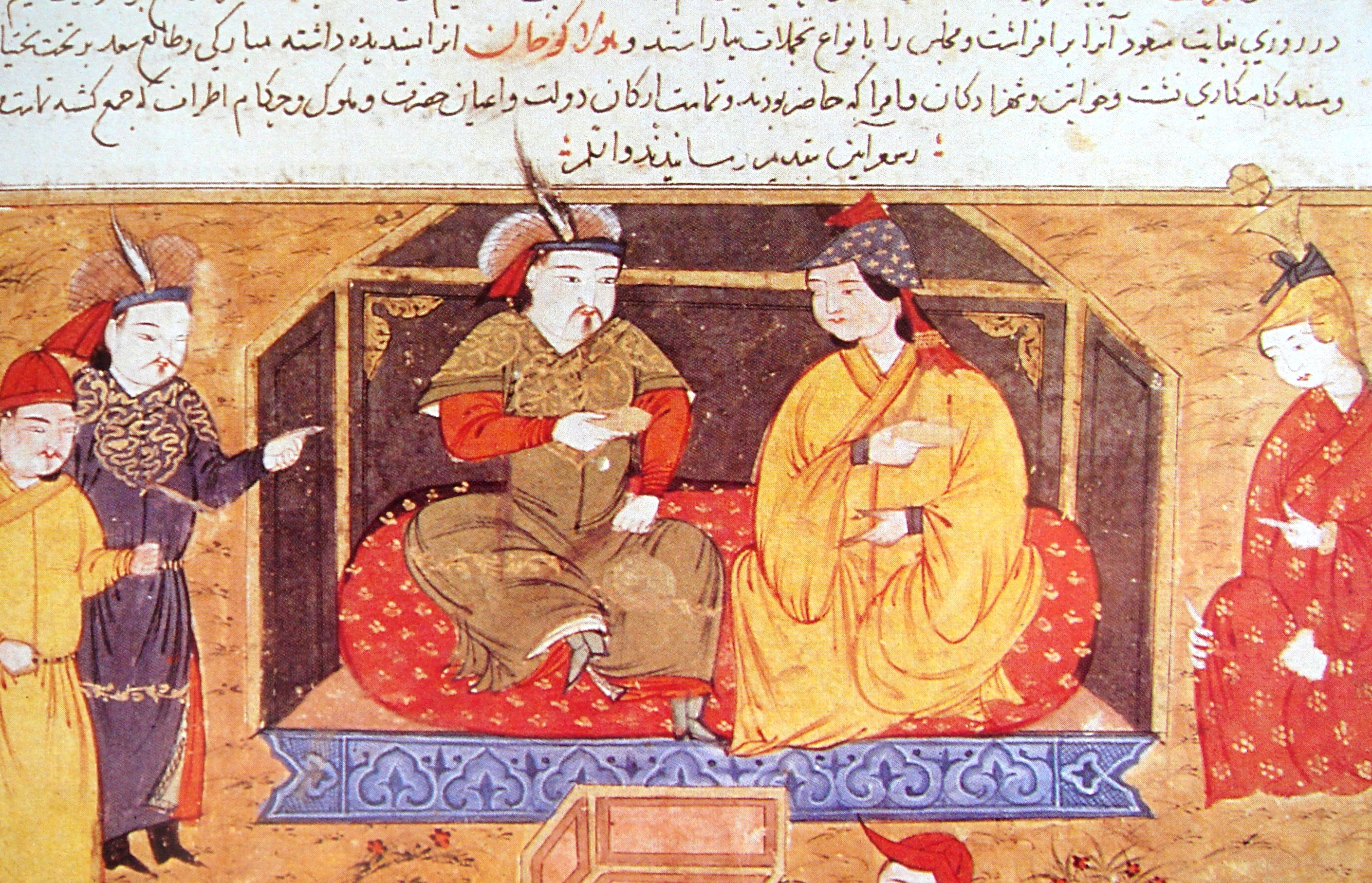
Hulagu, fundador de l'Il-kanat

Miquel VIII Paleòleg, reconqueridor de Constantinoble i restaurador de l'Imperi Romà d'Orient, cercà ansiosament una aliança amb els mongols, els quals al seu torn eren favorables al cristianisme, atès que molts d'ells eren cristians nestorians. Així, el 1263, aconseguí formar un tracta amb el Khan mongol de l'Horda d'Or i casà dues de les seves filles amb els reis mongols (aquestes esposes foren Diplovatatzina, unes amistançades): la primera fou Euphrosyne Palelogina, que es casà amb Nogai Noyan de l'Horda d'Or, i la segona fou Maria Paleòloga, que es casà amb Abaqa Khan de l'Il-kanat de Pèrsia. A canvi de l'aliança, Nogai dotà Miquel VIII Palèoleg amb un contingent de 4.000 mongols, que foren enviats a lluitar a Tessàlia.
Aquesta aliança fou recuperada pel seu fill i successor, Andrònic II Paleòleg, qui el 1305 feu petició a l'Il-kanat de noves tropes, rebent el 1308 un contingent de 30.000 homes que foren enviats a Anatòlia per tal de reconquerir la Bitínia sotmesa pels turcs otomans.
Però els turcs acabaren per derrotar l'Il-kanat i aquest territori adoptà progressivament l'islam.

#### Mercenaris

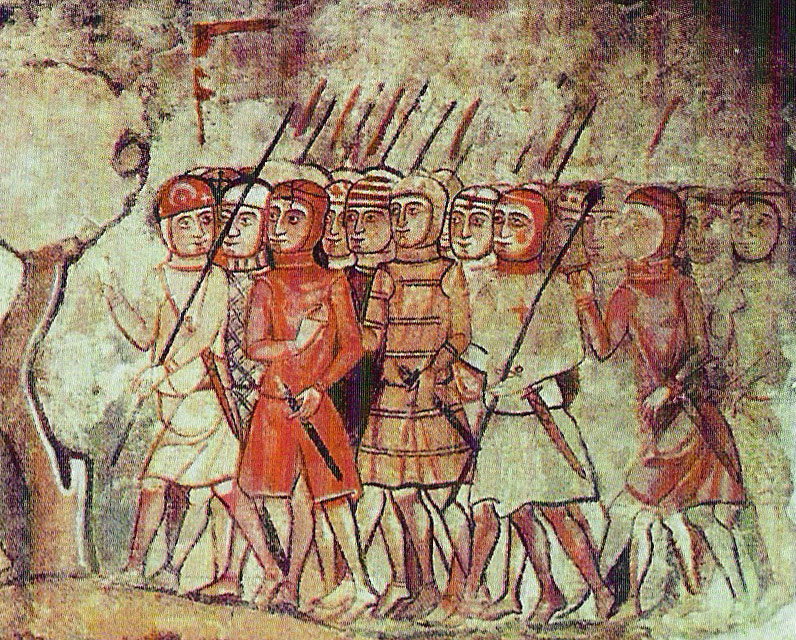
El 1303, mercenaris catalans i aragonesos formaren la Companyia Catalana d'Orient per lluitar al servei de l'Imperi Romà d'Orient

Després de la reconquesta de Constantinoble, l'exèrcit de Miquel VIII Paleòleg continuà les campanyes militars per prendre Grècia. Sota el govern d'Andrònic II Paleòleg la mida de l'exèrcit es reduí a nivells mínims, desbandant les companyies de mercenaris i tropes regulars per tal de poder reduir els impostos a una població cada volta més descontenta.
Les companyies professionals de mercenaris i les disciplinades tropes regulars foren substituïdes per milícies civils pobrament equipades. Les conseqüències no es feren esperar i l'Imperi Romà d'Orient perdé ràpidament l'Anatòlia. Davant de la desesperada situació, el 1302 les despeses militars tornaren a incrementar-se. Aquest cop però, i donada la urgència per aturar l'ofensiva dels turcs, els recursos es destinaren a la contractació de companyies mercenàries, destacant l'aportació de la Companyia Catalana d'Orient. Després d'una reeixida campanya durant els anys 1303 i 1304, l'assassinat del cap de la companyia, Roger de Flor, desencadenà una guerra de saqueig i devastació per tota Grècia. Posteriorment la companyia atacà l'Estat croat del Ducat d'Atenes.
Malgrat això, davant la incapacitat romana d'Orient per aixecar un "lleial" exèrcit grec, les companyies mercenàries continuaren sent la base de l'exèrcit romà d'Orient: hospitalers, venecians, serbis, genovesos, búlgars i, inclús, turcs otomans, foren reclutats. Això empitjorà encara més les finances romanes d'Orient i en darrera instància permeté als propis turcs de reconèixer el terreny i mesurar les forces romanes d'Orient. La "bancarrota" del tresor romà d'Orient el 1350 sumí l'Imperi Romà d'Orient en el caos i en la guerra civil, quedant a mercè de les bandes de mercenaris.
Les tropes estrangeres eren anomenades antigament Phoideratoi (grec. Φοιδεράτοι), derivant el seu origen del llatí foederati ("aliats"). Posteriorment aquestes tropes mercenàries foren conegudes pel nom de Hetairoi (grec. Ἑταιρείαι, "Companyies"), i serviren principalment com a Guàrdia Imperial, que eren comandades pel seu respectiu Hetaireiarches ("Senyor de la Companyia"). En funció de la seva mida, les companyies s'estructuraven de la següent manera:
- Gran Companyia (Μεγάλη Εταιρεία)
- Mitjana Companyia (Μέση Εταιρεία)
- Petita Companyia (Μικρά Εταιρεία)

A més a més, durant el regnat de la Dinastia Comnè, les companyies de tropes mercenàries eren dividides en funció de la seva ètnia i anomenades en funció del seu origen: els Inglinoi (Anglesos), els Phragkoi (Francs), elsSkythikoi (Escites), els Latinikoi (Llatins), etc.

### Estratègia i tàctiques
Limitat pels escassos recursos fiscals, l'estratègia de l'exèrcit romà d'Orient cercà la maximització dels resultats militars en un context on les seves tropes eren habitualment superades en nombre pels seus enemics. La clau de volta de tot el sistema radicava en les fortificacions frontereres, que havien d'impedir la caiguda de les importants ciutats i fonts d'impostos de l'Àsia Menor i el Peloponès. Exemple d'aquesta estratègia és l'expedició que el 1281 envià Miquel VIII Paleòleg per socórrer la fortificació de Belegrada, assetjada per les tropes franques de Carles I d'Anjou.
L'estratègia es mostrà efectiva al front de Grècia, en particular en la lluita contra els Estats croats francs. Petites guarnicions mantenien les fortaleses, mentre la força ofensiva restava amb llibertat de moviments. De la mateixa manera, els francs, impossibilitats per a reclutar entre la població grega, es veien forçats a buscar victòries decisives a camp obert. Així, després de derrotar l'exèrcit franc en la batalla de Pelagònia, l'exèrcit romà d'Orient es trobà amb què a Constantinoble tan sols hi restava un ínfima guarnició, que es va rendir ràpidament davant l'arribada dels romans d'Orient. Per contra, l'estratègia fallà a l'Àsia Menor, on els turcs tenien una estratègia totalment diferent a la dels francs caracteritzada per uns recursos humans molt majors i una clara inferioritat tècnica respecte dels romans d'Orient. Això els impulsà a llançar petites ràtzies de saqueig i devastació sobre les ciutats romanes d'Orient, passant a retirar-se ràpidament davant l'arribada dels reforços militars romans d'Orient; de tal manera, els turcs tan sols s'enfrontaven als romans d'Orient quan la seva superioritat numèrica era prou aclaparadora per a obtenir una victòria total. Bàsicament doncs, es tractava d'una estratègia de desgast a llarg termini per a la qual els romans d'Orient no trobaren una resposta adequada.

### Armament

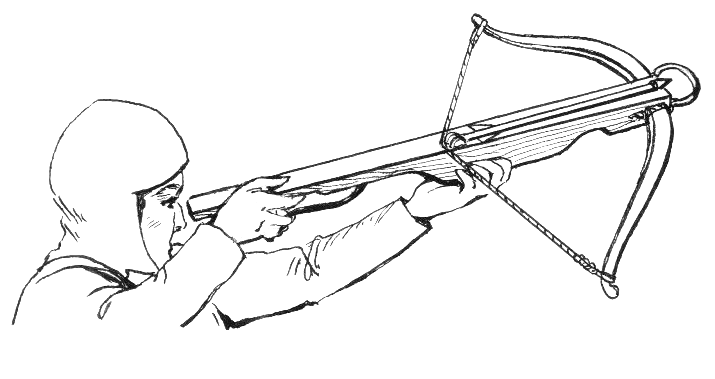
Ballesta

L'armament de l'exèrcit romà d'Orient durant la dinastia dels Paleòlegs era bastant heterogeni, reflectint les mancances globals de l'exèrcit. L'escut i la llança eren l'armament comú, mentre que la ballesta no començà a generalitzar-se fins al segle xiv, convertint-se en una important arma antipersonal. Aquesta evolució tecnològica era paral·lela a la resta d'Europa, on la ballesta genovesa i l'arc llarg gal·lès transformaren la manera de fer la guerra a finals del segle xiv i durant el segle xv.

### Fortificacions

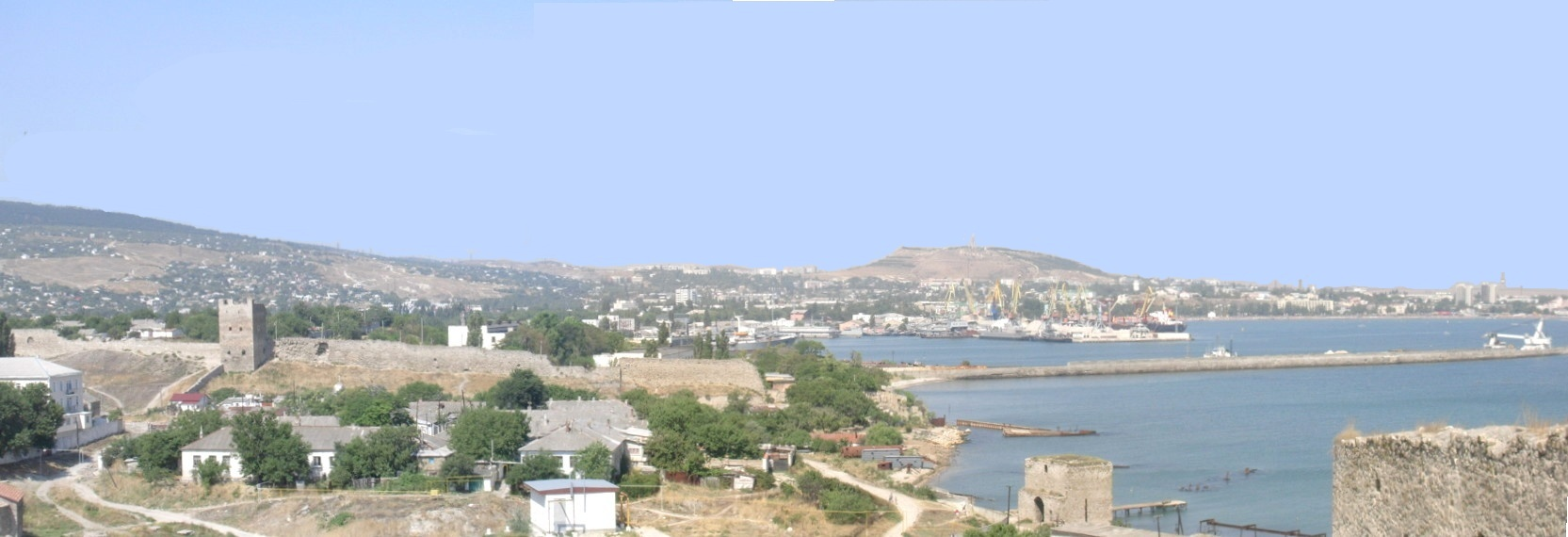
Ruïnes de la fortificació de Teodòsia a Crimea

L'estratègia militar romana d'Orient es pivotava sobre les ciutats fortificades i les fortaleses. Les murades estaven construïdes a consciència, sent la cara exterior de pedra i l'interior revestit amb diverses capes de maons, fet que permetia una capacitat d'absorció superior en cas de setge. Les murades estaven reforçades amb torres tot al llarg del perímetre i a una distància convenient una de l'altre, de manera que no quedéssim aïllades en cas d'atac i poguessin recolzar-se les unes a les altres.
Per contra, el proveïment de les ciutats i les fortaleses esdevingué el repte a superar pels romans d'Orient. Els turcs, incapaços de superar tecnològicament els romans d'Orient, optaren per les incursions, el saqueig i l'assalt a les línies d'aprovisionament. La caiguda de ciutats com Nicea o Nicomèdia va trigar no mesos, sinó diversos anys. Pel que fa a la capital, Constantinoble, després del 1370 les famoses i mil·lenàries Muralles de Constantinoble ja no pogueren ser reparades degut a l'acarnissament de la guerra civil romana d'Orient.

### Marina romana d'Orient
La marina romana d'Orient va ser la força naval de l'Imperi Romà d'Orient. Així com l'imperi mateix, en els seus orígens es va desenvolupar a partir de la marina romana, però en comparació amb la seva predecessora va tenir un paper més important en la defensa de l'imperi. La marina romana operava com a policia marítima per desactivar amenaces, però la marina de l'Imperi Romà d'Orient era vital per a l'existència de l'imperi, a qui molts historiadors han qualificat d'"imperi marítim ".
La marina romana d'Orient va tenir un paper preponderant en l'hegemonia de l'imperi, gràcies a les seves àgils embarcacions, anomenades dromos i l'ús d'armes innovadores com el "foc grec". La superioritat naval de l'Imperi Romà d'Orient li va proporcionar el domini del Mediterrani Oriental fins al segle xi, quan va començar a ser substituïda per l'incipient poder d'algunes ciutats estat italianes, especialment la República de Venècia.
La primera amenaça a l'hegemonia de la marina romana va venir dels vàndals al segle v, però va ser liquidada per les guerres de Justinià I al segle següent. El restabliment d'una marina romana d'Orient permanent i la introducció de les galeres en el mateix període marca la independència i el desenvolupament de les característiques primàries de la marina romana d'Orient. Aquest procés va augmentar durant l'adveniment de l'islam. Després de les pèrdues del llevant mediterrani i de l'Àfrica, el Mediterrani es va convertir en un camp de batalla entre l'Imperi Romà d'Orient i l'Imperi Àrab. En aquest punt va ser massa important la marina romana d'Orient, no només per a la defensa de les possessions imperials al mar, sinó per repel·lir atacs contra Constantinoble. A través de l'ús del "foc grec", l'arma secreta romana d'Orient més letal, Constantinoble es va salvar de diversos setges i en moltes batalles la victòria va ser per a les tropes de l'Imperi Romà d'Orient.
La flota naval romana d'Orient estava sota el comandament del megaduc i havia estat des dels seus orígens la més poderosa i hegemònica de la mediterrània oriental. Aquest domini s'estengué fins al regnat de la dinastia dels Comnens, però durant el regant de la dinastia Àngel s'inicià un període de decadència. Miquel VIII Paleòleg provar de revertir la situació i endegà la construcció de noves naus de guerra fins a assolir una flota total formada per unes 80 naus. Tot i així, els esforços de Miquel VIII Paleòleg no reeixiren completament, atès que en una batalla naval una flota de 32 naus venecianes aconseguí de derrotar-ne una de romano-genovesa formada per 48 naus. Davant de l'evidència que una flota no es pot crear ràpidament, Miquel VIII Paleòleg confià progressivament en la flota de la República de Gènova, arribant a contractar el servei de 50-60 galeres el 1261,
La flota naval romana d'Orient es col·lapsà totalment durant el regnat d'Andrònic II qui, com a part de la seva política de desmilitarització de l'Imperi Romà d'Orient i reducció de la despesa pública militar, desbandà la flota romana d'Orient. Les conseqüències en foren, no només la fi de la defensa naval de l'Imperi Romà d'Orient, sinó la total dependència vers la República de Gènova i en mesura vers la República de Venècia (les quals es disputaven entre si el domini de l'imperi i s'atacaven mútuament). Alhora, milers de mariners quedaren sense feina, acabant sent contractats pels turcs per construir la seva pròpia flota i lluitar contra els romans d'Orient. El 1291 Andrònic II Paleòleg llogà el servei de 50-60 naus a la República de Gènova. i no fou fins al 1320 quan finalment s'adonà de la necessitat de disposar d'una flota naval pròpia, endegant la construcció de 20 galeres.

### Títols Militars

#### Exèrcit
- Exarca - Els exarques eren els governadors de les parts remotes de l'imperi, com a Itàlia o a Àfrica. Gaudien d'un major grau d'independència que d'altres governadors provincials, ja que combinen tant l'autoritat civil i militar, pràcticament exercint en qualitat de virreis.
- Domèstic - els domestikoi eren inicialment els guàrdies imperials, que acabaren transformant-se en alts oficials i generals dels diferents temes romans d'Orient. Els domèstics comprenien:
  - Megas Domestikos (Gran domèstic) - el comandant general de l'exèrcit.
  - Domestikos tona Scholōn (domèstic de les escoles) - el comandant de les Scholae, (Escoles palatines) originalment una sèrie d'unitats de la guàrdia, més tard, un Tagma (unitat militar formada per entre 200-400 homes). Aquest va ser un títol molt prestigiós, a finals del segle ix, el seu titular va funcionar com a comandant en cap de l'exèrcit. aproximadament l'any 959, el càrrec va ser dividit, amb un Domèstic per l'Est i un altre per l'Oest.
  - Domestikos Tou thematos (Domèstic del tema) - el comandant i organitzador dels temes militars. N'hi hagué un per als temes europeus i un altre per als temes asiàtics.
- Estrateg - militar i civil, posteriorment també esdevenen en els comandants d'un tema, sovint ostentaven el títol de duc. El terme és bàsicament equivalent al de "general" o "almirall", ja que es va utilitzar en les dues branques de servei.
- Catepà - governador àrea que comprenia la combinació de dos o més temes, títol originat al segle ix.
- Turmarca - el comandant d'una turma, una unitat militar.
- Protoestrator - inicialment, Capità dels estables de l'emperador, més tard el terme va ser utilitzat pel comandant de l'exèrcit.
- Estratopedarca - Cap de l'exèrcit en el camp de batalla, inicialment cap d'intendència.
- Hoplitarca o arquegeta - comandant de tots els cossos d'infanteria en un gran exèrcit.
- Protoquentarca o quentarca - comandants de divisions menors de l'exèrcit en el camp de batalla. El nom es deriva del llatí centurió.
- Merarca - comandant d'una divisió (meros) de l'exèrcit. En general, cada exèrcit tenia dos o tres comandaments.
- Taxiarca o quiliarca - comandant d'un regiment d'infanteria (taxiarquia o quiliarquia) en l'exèrcit.

#### Marina
- Megaduc - L'equivalent a lAlmirall en cap de la marina moderna. càrrec creat per Aleix I Comnè, quan es van fusionar les restes de la flota imperial i altres flotes en una sola flota imperial. Al final de la dinastia dels Paleòlegs el megaduc esdevingué cap de govern i de la burocràcia, no només de l'Armada.
- Amiralios - La versió grega de l'"Almirall". Creat a finals de la dinastia dels Paleòlegs.
- Gran drungari - Inicialment, el comandant en cap de la marina de guerra romana d'Orient, després de la creació del megaduc el seu lloctinent, a càrrec dels oficials navals.
- Drungari de la guàrdia - El títol existia tant en l'exèrcit i la marina. En l'Armada dels segles VIII a XI, un drungari comandava una flota.
- Comes o Drungarocomes - El comandant d'un esquadró de dromons (naus de guerra).
- Quentarca o Nauarca - el capità d'un vaixell.

### Cronologia
- 1259: Batalla de Pelagònia. Els francs de Grècia són derrotats.[4]
- 1261: L'exèrcit romà d'Orient comandat per Aleix Estrategopul reconquereix Constantinoble.
- 1261: 1280 Miquel VIII Paleòleg llança campanyes contra llatins, serbis i búlgars, reconquerint Macedònia, el nord de Grècia, Bulgària i Tràcia.
- 1263: L'exèrcit romà d'Orient, format per 15.000 homes, és enviat a conquerir el Principat d'Acaia, però és derrotat prop d'Andravida.[11] Tot i així, 6.000 homes a cavall restaren patrullant al Peloponès.[5]
- 1279: Ivan III Asen de Bulgària rep un exèrcit romà d'Orient de 10.000 homes per reclamar el tron de Bulgària.[5] Conquerí Veliko Tarnovo.
- 1303 - 1305: Campanya de la Companyia Catalana d'Orient contra els turcs.[14]
- 1310 - 1340: Malgrat l'ajut de l'Horda d'Or, l'Il-kanat i el beilicat de Tin, les darreres ciutats romanes d'Orient de l'Anatòlia es perden.
- 1329: Andrònic III Paleòleg i Joan VI Cantacuzè són derrotats pels turcs otomans en la batalla de Pelecà.[6]
- 1330 - 1340: Andrònic III Paleòleg conquereix el Despotat de l'Epir, però el perd el 1341 a mans de l'Imperi Serbi.
- 1354: Gal·lípoli és ocupat pels turcs otomans.
- 1354 - 1390: L'Imperi Romà d'Orient perd Tràcia, ocupada pels turcs otomans.
- 1422: Primer setge otomà de Constantinoble.
- 1430: Tessalònica és saquejada pels otomans malgrat restar sota control venecià.
- 1450: Constantí XI Paleòleg derrota els francs a Morea. Els otomans ataquen i els romans d'Orient perden Morea.
- 1453: Constantí XI Paleòleg, el darrer Basileus (emperador), cau derrotat amb 7.000 homes i els turcs otomans conquereixen la ciutat. És la caiguda de Constantinoble i la fi de l'Imperi Romà d'Orient (1453).